# Joachim du Bellay
Joachim du Bellay (1522 – 1 tháng 1 năm 1560) – nhà thơ Pháp, thành viên nhóm Pléiade, được coi là một trong những nhà cải cách ngôn ngữ thơ ca Pháp trong thế kỷ 16.

## Tiểu sử
Joachim du Bellay sinh ra tại Lire, gần Angers, Pháp. Năm 1547, sau khi gặp gỡ với Pierre de Ronsard, chủ nhóm Pléiade, ông đã từ chối một chức vụ cao trong giáo hội để theo nghiệp thơ ca. Ông là tác giả của tác phẩm nổi tiếng Bảo vệ và phát triển tiếng Pháp,(La défense et l’illustration de la langue française). Tác phẩm này được coi là tuyên ngôn của nhóm Pléiade, trong đó ông đề ra phương hướng phát triển của thơ ca mới, phê phán thứ thơ bắt chước phong cách các nhà thơ cổ và sử dụng ngôn ngữ Latin. Joachim du Bellay là nhà thơ có công lớn trong việc làm giàu ngôn ngữ thơ ca Pháp, sáng tạo ra những thể loại thơ mới như ode, bi ca, sử thi v.v. Ông còn là tác giả của tập thơ châm biếm tiếng Pháp đầu tiên mang tên Le poète courtisan.
Tuy vậy, nhiều tác phẩm của Joachim du Bellay vẫn đi ngược lại với lý thuyết mà ông đề cao. Điều này biểu hiện qua nhiều chi tiết trong các tác phẩm đáng kể của ông, được mô phỏng theo thơ cổ hoặc sử dụng ngôn ngữ thơ viết bằng tiếng Latin. Đây cũng là đặc điểm của cả nhóm Pléiade. Joachim du Bellay mất tại Paris năm ông được 38 tuổi.

## Hai bài thơ
| XXXV Ông thầy thuốc chữa cơn sốt run Bằng cách đắp lên người khăn ấm Còn cơn sốt tình yêu khô và nóng Chỉ dịu đi khi thỏ thẻ với tình. Bếp lửa cháy em thổi nước vào trong Thì ngọn lửa càng bốc lên vùn vụt Ngọn lửa kia nếu em muốn dập Cần phải đem dội nước bằng thùng. Trong tình yêu bằng cách ấy được chăng? Anh đã từng thử bằng cách như vậy Tại vì sao không được hở ma Dame. Càng cố sức dập ngọn lửa tình Thì anh càng yêu em say đắm Và không muốn ai dập lửa giùm anh! | XCI Hãy trả lại cho vàng màu sắc Màu sắc từng say đắm lòng tôi Hãy trả về cho phương Đông châu ngọc Tia sáng của mắt trả lại mặt trời. Trả cho họa sĩ – nét mặt đầy bí ẩn Cho Diana – bộ ngực, đôi má - thần bình minh Trả cho thần chiến tranh – vầng trán rộng Trả lại Eva – lời di huấn tinh ranh. Ngọn lửa tình yêu hãy trả lại cho tình Cho thần sắc đẹp – vẻ tuyệt vời hình thể Trả cho những bầu trời – vẻ hoàn mỹ. Trả cho san hô cái miệng màu xanh Trả về cho đá - như đá những con tim Vẻ quỷ quyệt màu đen – trả về cho sư tử. Bản dịch của Nguyễn Viết Thắng |